# Pyrausta ochreicostalis
Pyrausta ochreicostalis là một loài bướm đêm trong họ Crambidae.